# Romano Guardini
Romano Guardini (ur. 17 lutego 1885 w Weronie, zm. 1 października 1968 w Monachium) – niemiecki ksiądz katolicki pochodzenia włoskiego, teolog, filozof religii i liturgista oraz Sługa Boży Kościoła katolickiego.
Studiował od 1904 roku nauki przyrodnicze w Monachium, a później chemię, medycynę i ekonomię polityczną w Tybindze. Studia teologiczne odbył we Fryburgu Bryzgowijskim. Święcenia kapłańskie przyjął w roku 1910 w Moguncji. W 1915 obronił pracę doktorską, a w 1920 został docentem na wydziale teologicznym uniwersytetu w Bonn. Po habilitacji z dogmatyki katolickiej objął w 1923 roku na uniwersytecie w Berlinie katedrę filozofii religii i katolickiego światopoglądu. Działał w Katolickim Ruchu Młodzieżowym, wydawał dwumiesięcznik „Die Schildgenossen”.
W roku 1939 władze nazistowskie odebrały mu katedrę, a w 1943 zmusiły do opuszczenia Berlina. Po wojnie w 1945 roku powołany ponownie na uniwersytet w Tybindze, a w 1948 w Monachium.
Laureat pokojowej nagrody wydawnictw niemieckich. Brał udział w Soborze Watykańskim II jako ekspert od spraw liturgii. W 1965 otrzymał Krzyż Komandorski Orderu Zasługi Republiki Federalnej Niemiec. W 1958 otrzymał Pour le Mérite za wkład w dziedzinie nauki i sztuki.
Na olbrzymi dorobek naukowy Guardiniego składają się prace z zakresu liturgiki, filozofii religii, teologii, pedagogiki i ascetyki.
16 grudnia 2017 w Monachium rozpoczął się jego proces beatyfikacyjny.
W 2021 roku Narodowy Instytut Architektury i Urbanistyki wydał jego książkę pt. Listy znad jeziora Como [org. Die Technik und der Mensch. Briefe vom Comer See] w przekładzie Kamila Markiewicza, opatrzoną wstępem Bolesława Stelmacha. Książkę tworzy zbiór listów autora z połowy lat 20. XX wieku, w których analizuje swoje wyobrażenia na temat wyzwań ludzkości w kulturze coraz bardziej zdominowanej przez maszyny. Wiele uwagi poświęca nowoczesnemu sposobowi budowania i stylowi życia, które zagrażają – jego zdaniem – współistnieniu człowieka z naturą.